# 福島県道25号棚倉鮫川線
福島県道25号棚倉鮫川線（ふくしまけんどう25ごう たなぐらさめがわせん）は、福島県東白川郡棚倉町から同郡鮫川村に至る県道（主要地方道）である。

## 概要

### 路線データ
- 総延長：16.143 km[要出典]
  - 実延長：16.143 km[1][要出典]
- 起点：東白川郡棚倉町上台字長峰
- 終点：東白川郡鮫川村赤坂中野字宿ノ入

## 歴史
- 1971年6月26日 - 建設省告示第1069号が公布され、福島県道鎌田棚倉線、黒田浅川線の一部、常磐石川線の一部、横川小野線の一部、川前石川線の一部、勿来小野線の一部が主要地方道棚倉鎌田上三坂線に指定される。
- 1974年11月12日 - 政令第354号が公布され、福島県道棚倉鎌田上三坂線の一部が国道349号に指定される。
- 1976年4月1日 - 建設省告示第935号が公布され、棚倉鎌田上三坂線の一部が主要地方道棚倉鮫川線に指定される。
- 1976年（昭和51年）11月16日 - 福島県によって県道路線に認定される[2]。
- 1993年（平成5年）5月11日 - 建設省から、県道棚倉鮫川線が棚倉鮫川線として主要地方道に指定される[3]。
- 2016年12月19日 - 国道349号鮫川バイパス旧道区間の国道指定解除に伴い、従来の終点であった旧国道交点の鮫川村赤坂中野字道少田から、現在の終点であるバイパス交点の赤坂中野字宿ノ入との間、約0.5㎞が県道指定を外れ町道へ移管される。また、終点部で一部路線を重用していた福島県道71号勿来浅川線のルートもバイパス経由に変更されたため、当県道との重用区間が解消された[4]

## 路線状況

### 重用路線
- 福島県道177号磐城棚倉停車場線（東白川郡棚倉町棚倉字清戸作 - 同郡同町花園）

### 道路施設
堀川橋
- 全長：21.0m
- 幅員：6.0（8.0）m
- 形式：PC単純プレテン中空床版桁橋
- 竣工：2002年度

棚倉町関口字大谷地に位置し、一級水系久慈川水系大草川を渡る。本橋東詰は棚倉字堀川との大字境となっている。橋上は上下対向2車線で供用されている。旧橋梁の床版損傷と狭隘区間解消のために架け替えられた。工場製作のPC桁を現地で架設するトラッククレーン架設工法により建設された。総工費は8600万円。

## 地理

### 通過する自治体
- 東白川郡棚倉町 - 石川郡浅川町 - 棚倉町 - 浅川町 - 東白川郡鮫川村

### 交差する道路
- 棚倉町内

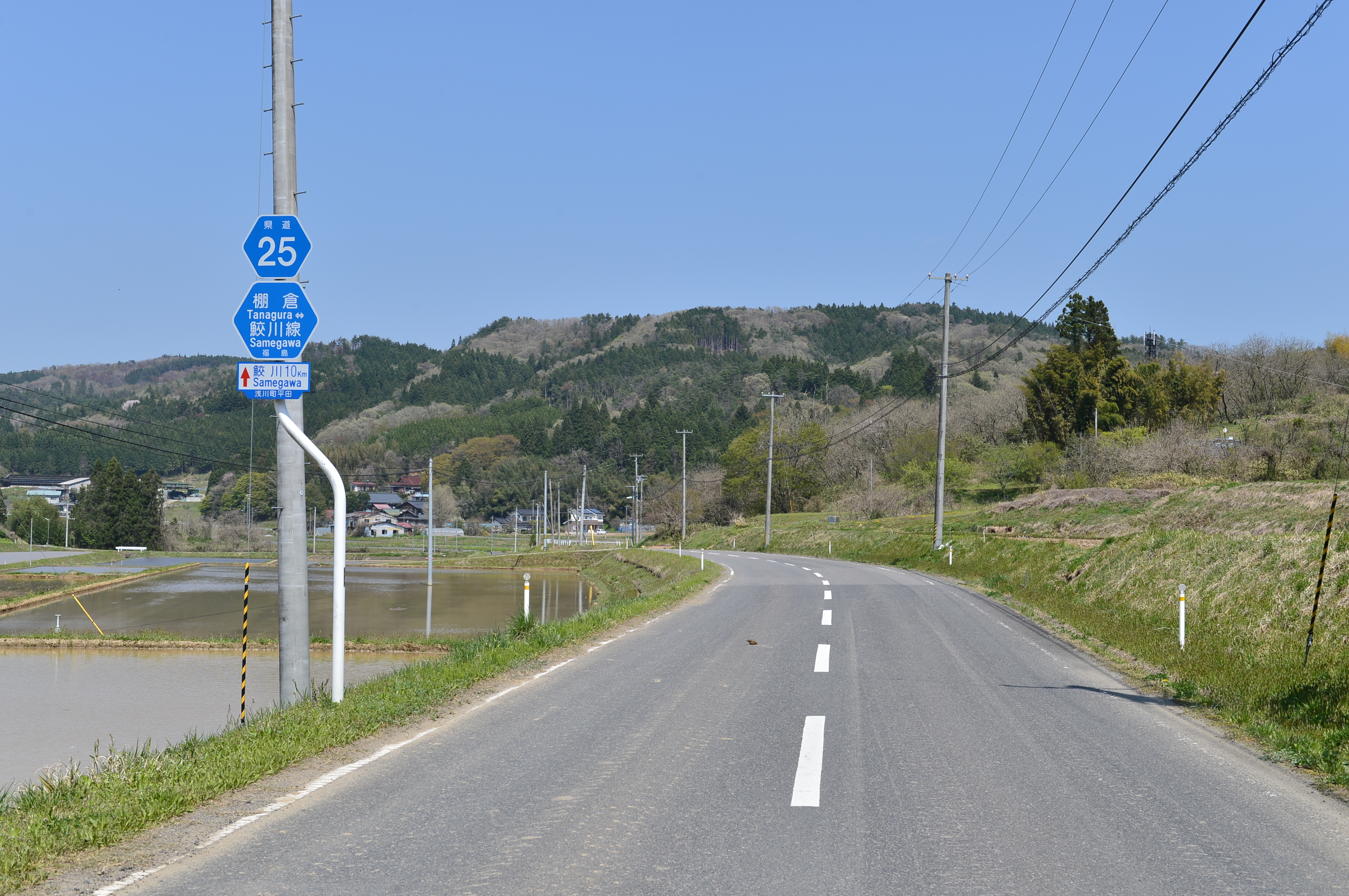
福島県道25号棚倉鮫川線
石川郡浅川村大字大草字平田（2015年4月）

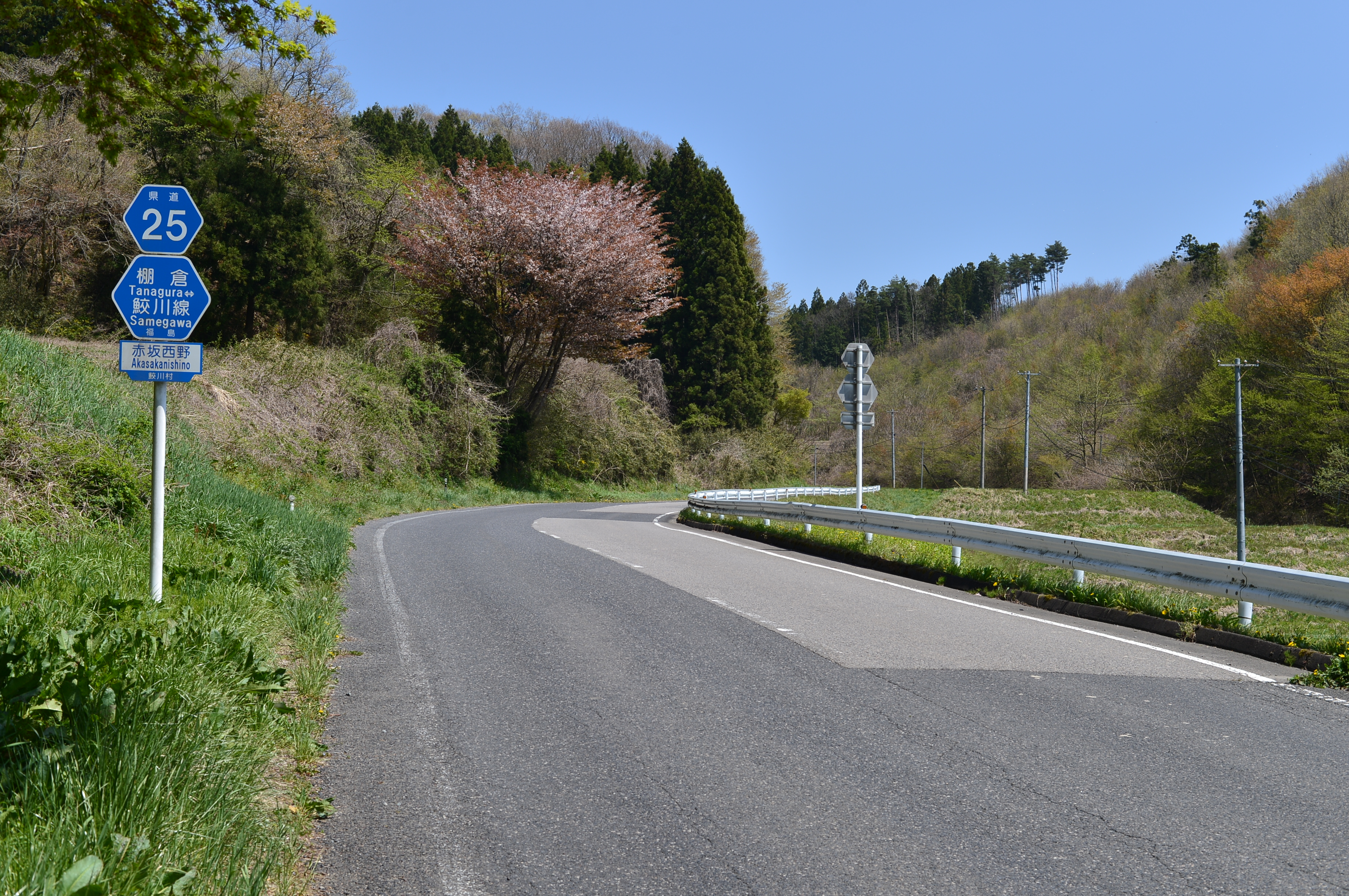
東白川郡鮫川村赤坂西野（2015年4月）

  - 国道289号（福島県道44号棚倉矢吹線重用区間）（上台字長峰 起点）
  - 福島県道177号磐城棚倉停車場線 JR水郡線磐城棚倉駅方面（棚倉字清戸作）
  - 福島県道177号磐城棚倉停車場線 国道118号・須賀川方面（花園字沢目）
  - 福島県道75号塙泉崎線（山田）
- 鮫川村内
  - 国道349号鮫川バイパス（福島県道71号勿来浅川線重用区間）（赤坂中野字宿ノ入（終点））

### 沿線
- 赤舘城跡
- ルネサンス棚倉
- 大草川ダム
- 福島県立修明高等学校 鮫川校